# Pilot Rock
Pilot Rock az Amerikai Egyesült Államok Oregon államának Umatilla megyéjében elhelyezkedő város, a Pendleton–Hermiston mikrostatisztikai körzet része. A 2020. évi népszámláláskor 1328 lakosa volt.
Nevét az Oregon Trailen érkezők által is látható bazaltszikláról kapta.

## Éghajlat
A város éghajlata mediterrán (a Köppen-skála szerint Csb).
| Hónap                                   | Jan.  | Feb.  | Már.  | Ápr.  | Máj. | Jún. | Júl. | Aug. | Szep. | Okt.  | Nov.  | Dec.  | Év    |
| --------------------------------------- | ----- | ----- | ----- | ----- | ---- | ---- | ---- | ---- | ----- | ----- | ----- | ----- | ----- |
| Rekord max. hőmérséklet (°C)            | 27,0  | 26,0  | 28,0  | 34,0  | 38,0 | 42,0 | 47,0 | 44,0 | 39,0  | 33,0  | 27,0  | 22,0  | 47,0  |
| Átlagos max. hőmérséklet (°C)           | 5,7   | 8,4   | 13,2  | 17,3  | 22,1 | 26,6 | 32,2 | 31,3 | 25,8  | 18,8  | 10,8  | 6,2   | 18,3  |
| Átlagos min. hőmérséklet (°C)           | −4,0  | −2,3  | 0,3   | 2,7   | 5,9  | 9,2  | 11,7 | 11,2 | 7,7   | 3,2   | −0,3  | −3,1  | 3,6   |
| Rekord min. hőmérséklet (°C)            | −29,0 | −28,0 | −16,0 | −13,0 | −4,0 | −2,0 | −1,0 | 0,0  | −7,0  | −12,0 | −26,0 | −29,0 | −29,0 |
| Átl. csapadékmennyiség (mm)             | 37    | 29    | 35    | 35    | 38   | 34   | 9    | 14   | 18    | 27    | 39    | 38    | 353   |
| Forrás: Western Regional Climate Center |       |       |       |       |      |      |      |      |       |       |       |       |       |

## Népesség
| Lakosok száma | 197  | 361  | 275  | 847  | 1695 | 1612 | 1630 | 1533 | 1502 | 1328 |
|               | 1910 | 1920 | 1930 | 1950 | 1960 | 1970 | 1980 | 2000 | 2010 | 2020 |

## Fordítás
- Ez a szócikk részben vagy egészben  a   Pilot Rock, Oregon című angol Wikipédia-szócikk ezen változatának fordításán alapul.  Az eredeti cikk szerkesztőit annak laptörténete sorolja fel. Ez a jelzés csupán a megfogalmazás eredetét és a szerzői jogokat jelzi, nem szolgál a cikkben szereplő információk forrásmegjelöléseként.